# 謝爾比縣 (俄亥俄州)
謝爾比县（英語：Shelby County）是美国俄亥俄州西部的一個縣。面積1,065平方公里。根據2020年美國人口普查，共有人口48,230人。縣治悉尼（Sidney）。該縣成立於1819年1月7日，縣名紀念首任肯塔基州州长艾萨克·谢尔比。